# Okinoshima
Okinoshima (沖ノ島 (Xung đảo) Okinoshima) là một hòn đảo và là một phần hành chính thuộc thành phố Munakata, Fukuoka, Nhật Bản. Hòn đảo được biết đến như là một vùng đất linh thiêng của thần đạo Kami và là nơi không cho phép phụ nữ tới đây. Lý do cấm phụ nữ chưa bao giờ được công khai.
Hòn đảo có diện tích 97 ha (240 mẫu Anh) với điểm cao nhất đạt 244 mét so với mực nước biển. Dân số trên đảo chỉ có một người duy nhất làm nhiệm vụ canh giữ ngôi đền trên đảo. Năm 2017, hòn đảo đã được UNESCO công nhận là Di sản thế giới nhờ giá trị văn hóa.

## Đền thờ linh thiêng của Munakata Taisha

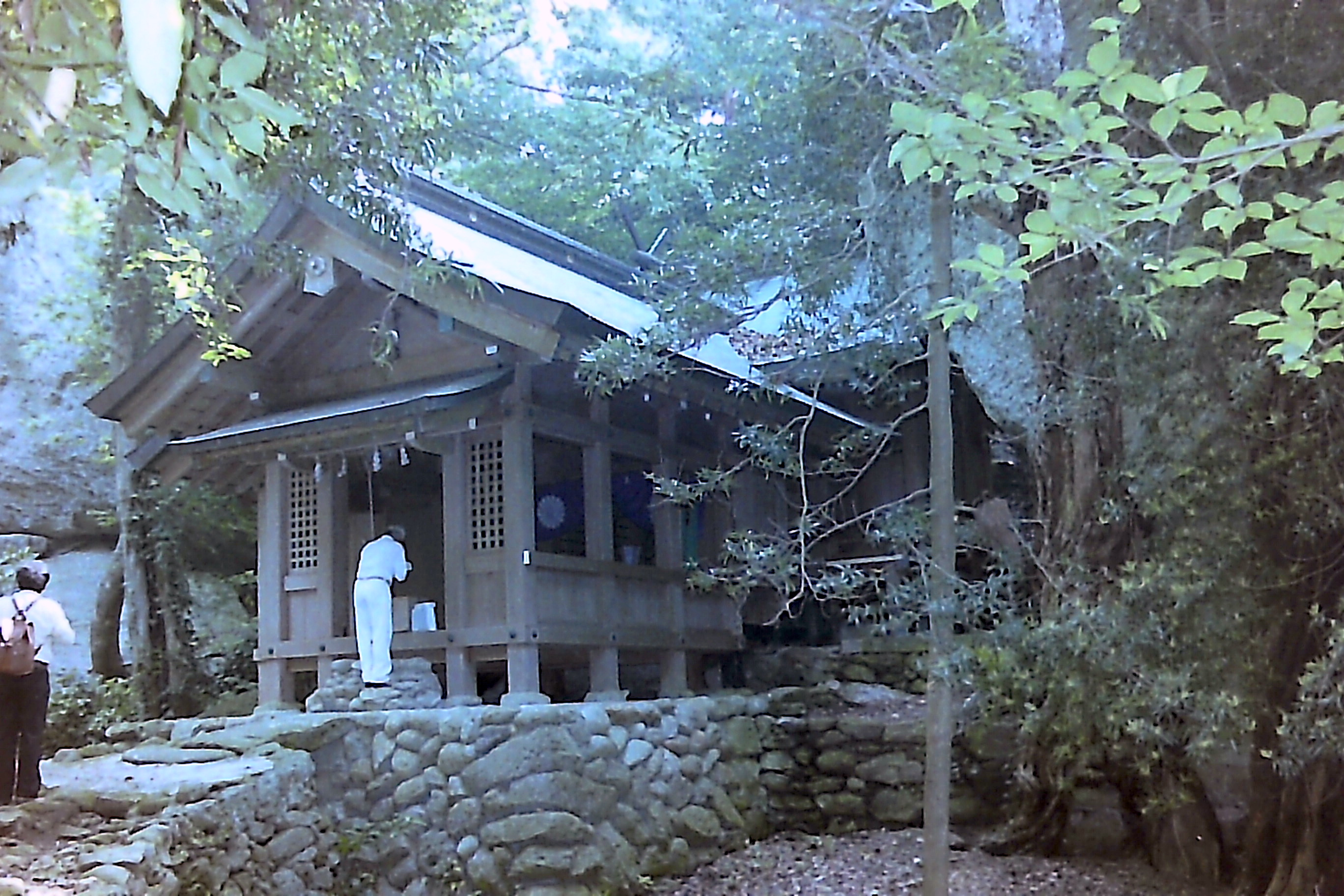
Ngôi đền linh thiêng Okitsu.

Trên đảo có ngôi đền Okitsu thờ Thần đạo nằm ở phía tây nam của hòn đảo. Ngôi đền được thành lập vào giữa thế kỷ 17 và trước khi khu vực trở thành một di tích tự nhiên linh thiêng thì ngôi đền và khu vực xung quanh là địa điểm thờ cúng của Thần đạo Kami. Ngôi đền được duy trì từ năm 1932 giống như trong thời kỳ Thời kỳ Chiêu Hòa, trước đó nó đã được sửa chữa nhiều lần.

## Du lịch
Năm 2009, hòn đảo được đề cử như là một Di sản dự kiến của UNESCO với tên gọi Đảo linh thiêng Okinoshima và các địa điểm gắn liền với nó ở Munakata. Và nó đã chính thức trở thành một Di sản thế giới vào ngày 9 tháng 7 năm 2017, trong phiên họp lần thứ 41 của UNESCO tại Ba Lan.
Dân cư địa phương lo ngại điều này sẽ khiến lượng khách du lịch tới đây tăng mạnh, đe dọa tới sự linh thiêng của nó. Những khách viếng thăm hòn đảo chỉ có thể là nam giới và họ cũng phải tuân thủ luật lệ riêng như cởi bỏ quần áo và thực hiện lễ tẩy rửa trước khi lên đảo. Ngoài ra, họ cũng không được phép mang bất cứ thứ gì về nhà từ hòn đảo này và cũng không được nói về chuyến đi của mình cho người khác nghe. Takayuki Ashizu là một thầy tu trên đảo nói rằng, chúng tôi sẽ không mở cửa chào đón khách du lịch đến thăm Okinoshima một cách tùy tiện kể cả khi nơi này được công nhận trong danh sách di sản văn hóa của UNESCO bởi người ta không nên đến đây chỉ vì tò mò. Chính vì vậy mà lượng khách du lịch hàng năm tới hòn đảo bị hạn chế ở con số 200 người được ghé thăm hòn đảo vào ngày 27 tháng 5 hàng năm để tưởng niệm những thủy thủ thiệt mạng tại một trận hải chiến trong Chiến tranh Nga-Nhật năm 1904-1905.
Hòn đảo không phải là nơi duy nhất ở Nhật Bản cấm phụ nữ, một địa danh khác là núi Sanjo thuộc Vườn quốc gia Yoshino-Kumano, một phần của Di sản thế giới Thánh địa và đường hành hương vùng núi Kii cũng là một địa điểm hoàn toàn không có bóng dáng người phụ nữ nào cả.